# Grapsion cavolinii
Grapsion cavolinii is een pissebed uit de familie Entoniscidae. De wetenschappelijke naam van de soort is voor het eerst geldig gepubliceerd in 1878 door Fraisse.